# یولیانه کولر
یولیانه کولر (آلمانی: Juliane Köhler؛ زادهٔ ۶ اوت ۱۹۶۵) یک هنرپیشه تتائر، تلویزیون و سینما اهل آلمان است.
از فیلم‌ها یا برنامه‌های تلویزیونی که وی در آن نقش داشته‌است می‌توان به سقوط، فرانسه و هیچ‌کجا در آفریقا اشاره کرد.